# Mamadou Samassa (Fußballspieler, 1990)
Mamadou Samassa (* 16. Februar 1990 in Montreuil, Frankreich) ist ein französisch-malischer Fußballtorwart.

## Karriere

### Verein
Samassa hatte sein Debüt in seiner Jugend als Fußballspieler und Torwart von 1996 bis 2003 beim französischen Fußballverein Collinée-Le Gouray und anschließend bis 2006 beim PEF Ploufragan. Im Profifußball begann er 2008 beim EA Guingamp und steht momentan bei dem französischen Erstligisten bis 2017 unter Vertrag. Als Nationalspieler Frankreich wirkte er in der U-18-Junioren, U-19-Junioren und U-20-Männer mit und seit 2012 für Malische Fußballnationalmannschaft. Samassa besitzt die französische und Staatsbürgerschaft Malis.
Zur Saison 2019/20 wechselte er zum türkischen Erstligisten Sivasspor. Für den Verein aus Sivas stand er 51-mal in der ersten Liga auf dem Spielfeld. Im September 2021 wechselte er nach Griechenland, wo er sich bis Januar 2022 dem Levadiakos anschloss. Am 22. Januar 2022 unterschrieb er in Malaysia einen Vertrag beim Erstligisten Sri Pahang FC.

### Nationalmannschaft
Samassa begann seine Nationalmannschaftskarriere mit einem Einsatz für die Französische U-20-Nationalmannschaft und durchlief bis ins Jahr 2009 bis zur Französischen U-20-Nationalmannschaft alle Juniorennationalmannschaften seines Landes.
2012 wechselte er den Verband und spielte fortan für die Malische Nationalmannschaft.